# INSANE
『INSANE』（インセイン）は、1981年11月25日に発売されたルースターズの3枚目のアルバムである。

## 概要
初めて全曲がオリジナル曲で構成されたサード・アルバム。参加メンバーは、大江慎也（ボーカル、ギター）、花田裕之（ギター）、井上富雄（ベース）、池畑潤二（ドラムス）。アナログ盤では、A面が5曲、B面が2曲の変則的な構成で、収録時間が短かったためか価格も2,000円に抑えられていた。
1987年の初CD化の際には、1982年10月21日発売の『IN NURNBERG』及び1983年7月1日発売の『C.M.C.』の2枚の12インチ45回転ミニアルバムとのカップリングの形で、アルバム未収録の「Hey Girl」がボーナス・トラックとして収められた。
2000年には、デビュー20周年を記念して、3,000枚限定の紙ジャケット仕様再発盤が発売されている。この再発盤は、リマスタリングが施され、ボーナス・トラック4曲が収録されている。なお、2003年にも紙ジャケットで再発されているが、この盤にはボーナス・トラックは収録されていない。

## 曲目
1. Let's Rock (Dan Dan) （作詞・作曲：大江慎也）
2. We Wanna Get Everything（作詞・作曲：大江慎也）
3. Baby Sitter（作詞・作曲：井上富雄）
4. All Night Long（作詞・作曲：大江慎也）
5. Flash Back（作曲：ザ・ルースターズ）
6. Case Of Insanity（作詞・作曲：大江慎也）
7. In Deep Grief（作詞：大江慎也、M. Alexander、作曲：大江慎也）
8. Let's Rock (Dan Dan) (Single Version-2) （作詞・作曲：大江慎也） - 日本語バージョン
9. GET EVERYTHING (Single Version) （作詞・作曲：大江慎也） - 日本語バージョン
10. CASE OF INSANITY (Album Version) （作詞・作曲：大江慎也） - 『C.M.C.』収録のライブ・バージョン

8曲目以降は、2000年の再発盤収録のボーナス・トラック。